# Monotagma tomentosum
Monotagma tomentosum är en strimbladsväxtart som beskrevs av Karl Moritz Schumann och Ludwig Eduard Loesener. Monotagma tomentosum ingår i släktet Monotagma och familjen strimbladsväxter. Inga underarter finns listade.